# Кошикороб мінливий
Кошикороб мінливий (Thripophaga fusciceps) — вид горобцеподібних птахів родини горнерових (Furnariidae). Мешкає в Амазонії.

## Підвиди
Виділяють три підвиди:
- T. f. dimorpha Bond, J & Meyer de Schauensee, 1941 — схід Еквадору (Орельяна, Пастаса), північний схід і південний схід Перу;
- T. f. obidensis Todd, 1925 — північ Центральної Бразилії (нижня течія Мадейри і центральна течія Амазонки в штатах Амазонас і Пара);
- T. f. fusciceps Sclater, PL, 1889 — північна Болівія.

## Поширення й екологія
Ареал мінливих коширокоробів фрагментований. Вони мешкають в Еквадорі, Перу, Болівії і Бразилії, живуть у густих заростях на узліссях вологих тропічних лісів, серед ліан. Віддають перевагу заболоченим і варзейським лісам (тропічним лісам у заплавах Амазонки і її притоків). Зустрічаються переважно на висоті від 50 до 509 м над рівнем моря, в Еквадорі на висоті до 1200 м над рівнем моря.